# Lust (Roman)
Lust ist ein 1989 erschienener Roman der österreichischen Schriftstellerin Elfriede Jelinek.

## Handlung
Gerti, die Gattin eines Fabrikdirektors und alkoholkrank, lebt in einer unglücklichen Ehe, deren Bestandteil gewaltvolle Sexualität ist. Sie glaubt einen Ausweg in einer Affäre mit einem Studenten zu finden, jedoch nimmt diese schließlich ähnliche Formen an. Zurück in der unglücklichen Ehe, tötet sie gegen Ende des Romans ihren kleinen Sohn, stellvertretend für ihren Mann.

## Hintergrund
Elfriede Jelinek plante mit ihrem Romanprojekt ursprünglich, einen Gegendiskurs zu jenen obszön-pornographischen Darstellungsweisen zu bilden, die etwa von George Bataille, Marquis de Sade oder Henry Miller geprägt sind. Als die „einzige gelungene weibliche Pornographie“ bezeichnete sie die Geschichte der O von Pauline Réage, womit sie ihren eigenen Roman bereits vorab in den Kontext des Masochismus einordnete, was die mediale und literaturkritische Aufnahme des Textes deutlich mitprägte.
Im Interview mit Brigitte Lahann bezeichnet Jelinek ihr Verfahren selbst als „Anti-Pornographie“ mit einer „dialektische[n] Wechselwirkung“. Die Wirkungsweise des Romans besteht dabei in der Verunmöglichung eben jener voyeuristischen Lesart, die die Rezeption von Pornographie üblicherweise konstituiert.

## Kritik
Der Roman wurde im Literarischen Quartett diskutiert. Sigrid Löffler urteilte: „Ein weiblicher Porno ist das ganz bestimmt nicht geworden, weil sich ja eigentlich diese Sprache gegen die Autorin gewendet hat. Man kann als Frau in der Gesellschaft, so wie sie ist, einen Porno nicht schreiben, weil es die Sprache dafür nicht gibt. Die Sprache ist von Männern besetzt.“ Marcel Reich-Ranicki äußerte: „Das Entscheidende, worauf es ankommt bei Büchern über Sexualthemen, ich meine Belletristik natürlich, bietet sie natürlich gar nicht. […] Es kommt darauf an, zu zeigen, was außerordentlich schwierig ist, was die Frau oder der Mann oder gar beide während dieser Sachen empfinden.“ Jürgen Busche kritisierte, der Roman müsse „selber transportieren, was [er] an Utopie oder an Alternativen zu dem, was er schildert, darstellt“, was er aber nicht tue.